# Columbariinae
Columbariinae is een onderfamilie van weekdieren uit de klasse van de Gastropoda (slakken).

## Geslachten
- Columbarium Martens, 1881
- Coluzea Finlay, 1926
- Fulgurofusus Grabau, 1904
- Fustifusus Harasewych, 1991
- Peristarium Bayer, 1971